# Крістофер Ллойд
Крістофер Аллен Ллойд (англ. Christopher Allen Lloyd; нар. 1 (22) жовтня 1938, Стемфорд, Коннектикут, США) — американський актор кіно та телебачення. Володар трьох премій «Еммі». Найбільш відомий за роллю доктора Емметта «Док» Брауна в кінотрилогії «Назад у майбутнє».

## Біографія
Народився 22 жовтня 1938 у Стемфорді (Коннектикут, США) у родині юриста Семюела Р. Ллойда та співачки Рут Ллойд (до шлюбу Лепхем). Крістофер — молодший з семи дітей у родині Ллойд. Свою початкову освіту він здобув у престижній Школі Фессендена у місті Ньютон (Массачусетс), потім навчався в Школі Стейплс у Вестпоре (Коннектикут), яку закінчив 1958 року. Після закінченні школи навчався акторській майстерності у Нью-Йорку, зокрема, у Сенфорд Мейснера, відомого американського актора та викладача, який прославився створенням власної акторської техніки.
1976 року, після успіху фільму «Пролітаючи над гніздом зозулі» Мілоша Формана, Ллойд переїхав до Лос-Анджелесу, вирішивши повністю присвятити себе роботі у кіно.
Найвідоміші ролі — Макс Тейбер у фільмі «Пролітаючи над гніздом зозулі», доктор Емметт Браун в трилогії «Назад у майбутнє», суддя Рок у фільмі «Хто підставив кролика Роджера», Фестер Аддамс у фільмі «Сімейка Адамс», марсіанин Мартін у фільмі «Мій улюблений марсіанин».
Ллойд також зіграв роль єдиного «реального» персонажа у пригодницькій комп'ютерній грі «Toonstruck», яку було випущено у листопаді 1996 року компанією Virgin Interactive.
У 2019 році виступив на українському фестивалі популярної культури Comic Con Ukraine у Києві.

## Фільмографія
| Рік       |    | Українська назва                                  | Оригінальна назва                                          | Роль                              |
| --------- | -- | ------------------------------------------------- | ---------------------------------------------------------- | --------------------------------- |
| 1975      | ф  | Пролітаючи над гніздом зозулі                     | One Flew Over the Cuckoo's Nest                            | Макс Тебер                        |
| 1978      | ф  | Прямуючи на південь                               | Goin' South                                                | Тауфілд, помічник шерифа          |
| 1979      | ф  | Цибулеве поле                                     | The Onion Field                                            | тюремний юрист                    |
| 1979      | ф  | Викрадення по-американськи                        | The Fantastic Seven                                        | Скіп Гартман                      |
| 1980      | ф  | Шизоїд                                            | Schizoid                                                   | Гілберт                           |
| 1980      | ф  | Чорний мармур                                     | The Black Marble                                           | коллектор Арнольда                |
| 1981      | ф  | Листоноша завжди дзвонить двічі                   | The Postman Always Rings Twice                             | продавець                         |
| 1981      | ф  | Легенда про самотнього рейнджера                  | The Legend of the Lone Ranger                              | Майор Бартоломью " Буч " Кавендіш |
| 1983      | ф  | Містер мама                                       | Mr. Mom                                                    | Ларрі                             |
| 1983      | ф  | Бути чи не бути                                   | To Be or Not to Be                                         | капітан Шульц                     |
| 1984      | ф  | Зоряний шлях 3: У пошуках Спока                   | Star Trek III: The Search for Spock                        | капітан Крюге                     |
| 1984      | ф  | Пригоди Бакару Банзая у 8-му вимірі               | The Adventures of Buckaroo Banzai Across the 8th Dimension | Джон Бігбут                       |
| 1985      | ф  | Назад у майбутнє                                  | Back to the Future                                         | Емметт Браун                      |
| 1985      | ф  | Доказ                                             | Clue                                                       | професор Плам                     |
| 1985      | ф  | Легенда про білого коня                           | Legend Of The White Horse                                  | Джим Мартін                       |
| 1985—1986 | с  | Дивовижні історії                                 | Amazing Stories                                            | Професор Б.О. Бінз                |
| 1986      | ф  | Чудеса                                            | Miracles                                                   | Гаррі                             |
| 1987      | ф  | Ходити по-людськи                                 | Walk Like a Man                                            | Реггі Шенд                        |
| 1988      | ф  | Шлях 29                                           | Track 29                                                   | Генрі Генрі                       |
| 1988      | ф  | Вісімка вибуває з гри                             | Eight Men Out                                              | Білл Барнс                        |
| 1988      | ф  | Хто підставив кролика Роджера                     | Who Framed Roger Rabbit                                    | суддя Рок                         |
| 1989      | ф  | Чому я?                                           | Why Me?                                                    | Бруно Дейлі                       |
| 1989      | ф  | Команда мрії                                      | The Dream Team                                             | Генрі Сікорські                   |
| 1989      | ф  | Назад у майбутнє 2                                | Back to the Future Part II                                 | Емметт Браун                      |
| 1990      | ф  | Назад у майбутнє 3                                | Back to the Future Part III                                | Емметт Браун                      |
| 1990      | мф | Качині історії: Скарби втраченої лампи            | DuckTales the Movie: Treasure of the Lost Lamp             | Мерлок                            |
| 1991      | ф  | Командо з передмістя                              | Suburban Commando                                          | Чарльз Вілкокс                    |
| 1991      | ф  | Сімейка Адамс                                     | The Addams Family                                          | Фестер Аддамс                     |
| 1992      | ф  | Дивовижні історії 2                               | Amazing Stories: Book Two                                  |                                   |
| 1992      | ф  | Ті-Боун і Візел                                   | T-Bone N Weasel                                            | Вільям "Візел" Візлер             |
| 1992      | ф  | Малий вперед: Катастрофа танкера «Екссон Вальдес» | Dead Ahead: The Exxon Valdez Disaster                      | Френк Лароссі                     |
| 1993      | ф  | Денніс-мучитель                                   | Dennis The Menace                                          | Сем Заточення.                    |
| 1993      | ф  | Моральні цінності сімейки Адамсів                 | Addams Family Values                                       | Фестер Аддамс                     |
| 1993      | ф  | Двадцять доларів                                  | Twenty Bucks                                               | Джиммі                            |
| 1994      | ф  | Янголи на краю поля                               | Angels in the Outfield                                     | Ел, Головний Ангел                |
| 1994      | ф  | Загублений табір                                  | Camp Nowhere                                               | Денніс Ван Велкер                 |
| 1994      | ф  | Володар сторінок                                  | The Pagemaster                                             | Містер Дьюї і Повелитель сторінок |
| 1994      | ф  | Убивства на радіо                                 | Radioland Murders                                          | Золтан                            |
| 1994      | ф  | Місіс Свінкл-Хрюкл                                | Mrs. Piggle-Wiggle                                         |                                   |
| 1994      | ф  | У пошуках Доктора Сьюзі                           | In Search Of Dr. Seuss                                     | Містер Ханча                      |
| 1995      | ф  | Дитина напрокат                                   | Rent-A-Kid                                                 | Лоуренс «Ларрі» Кейвей            |
| 1995      | ф  | Чим зайнятися мерцю в Денвері                     | Things to Do in Denver When You're Dead                    |                                   |
| 1995—1996 | с  | Смертельні ігри                                   | Deadly Games                                               | Джордан Кеннет Ллойд              |
| 1996      | ф  | Ранчо кадилаків                                   | Cadillac Ranch                                             | Вуд Граймс                        |
| 1996      | тф | Право не відповідати на запитання                 | The Right to Remain Silent                                 | Джонні Бенджамін                  |
| 1997      | ф  | Автострада                                        | Quicksilver Highway                                        | Аарон Квиксильвер                 |
| 1997      | мф | Анастасія                                         | Anastasia                                                  | Распутін                          |
| 1997      | ф  | Справжня блондинка                                | The Real Blonde                                            | Ернст                             |
| 1998      | ф  | Викрадення вождя червоношкірих                    | The Ransom of Red Chief                                    | Сем                               |
| 1998      | ф  | Вечеря у Фреда (фільм)                            | Dinner at Fred' s                                          | Батько                            |
| 1999      | ф  | Мій улюблений марсіанин                           | My Favorite Martian                                        | Дядько Мартін                     |
| 1999      | ф  | Аліса в Країні чудес                              | Alice in Wonderland                                        | Білий лицар                       |
| 1999      | ф  | Геніальні немовлята                               | Baby Geniuses                                              | Хіп                               |
| 1999      | ф  | Людина на Місяці                                  | Man on the Moon                                            | камео, грає самого себе           |
| 1999      | ф  | Те що впало з неба                                | It Came From the Sky                                       | Джарвіс Муді                      |
| 2001      | ф  | Епілог                                            | Wit                                                        | Доктор Харві Келекіан             |
| 2001      | ф  | Привид за роботою                                 | When Good Ghouls Go Bad                                    | Дядечко Фред Вокер                |
| 2001      | ф  | Дитячий світ                                      | Kids World                                                 | Лео                               |
| 2002      | ф  | Траса 60                                          | Interstate 60                                              | Рей                               |
| 2002      | ф  | Щоб ти здох!                                      | Wish You Were Dead                                         | Брюс                              |
| 2003      | ф  | Маяк з привидами                                  | Haunted Lighthouse                                         | Капітан Джек                      |
| 2004      | с  | Я мрію                                            | I Dream                                                    | Професор Тун                      |
| 2005      | мф | Кролик пухнастик                                  | Here Comes Peter Cottontail: The Movie                     | Сеймур С. Сассафрас               |
| 2005      | ф  | Погані дівчата з Веллі Гіл                        | Bad Girls from Valley High                                 | Містер Чонсі                      |
| 2007      | с  | 4исла                                             | Numb3rs                                                    | Росс Мур                          |
| 2010      | с  | Чак                                               | Chuck                                                      | Доктор Лео Дрейфус                |
| 2009      | ф  | Астероїд: Останні години планети                  | Meteor                                                     | Професор Деніел Леман             |
| 2009      | ф  | Лицарі Мірабіліс                                  | Knights of Bloodsteel                                      | Тесселінк                         |
| 2009      | ф  | Різдвяна п'ятірка                                 | Santa Buddies                                              | Стен Крюг                         |
| 2009      | ф  | Поклик предків                                    | Call of the Wild                                           | Дідусь                            |
| 2010      | ф  | Сніговики                                         | Snowmen                                                    | Доглядач                          |
| 2010      | ф  | Піраньї 3D                                        | Piranha                                                    | містер Гудман                     |
| 2010      | ф  | Джек та бобове стебло                             | Jack and the Beanstalk                                     | Учитель                           |
| 2011      | с  | Грань                                             | Fringe                                                     | Містер Джойс                      |
| 2011      | ф  | Відьми країни Оз                                  | The Witches of Oz                                          | Чарівник країни Оз                |
| 2012      | ф  | Ніч в супермаркеті                                | Foodfight!                                                 | містер Кліпборд (голос)           |
| 2012      | ф  |                                                   | Cadaver                                                    | Труп (голос)                      |
| 2012      | ф  | Піраньї 3DD                                       | Piranha 3DD                                                | містер Гудман                     |
| 2012      | ф  | Останній дзвоник                                  | Last Call                                                  | «Ексцентричний дядько»            |
| 2012      | ф  | Найстрашніший фільм 3D                            | Dead Before Dawn 3D                                        | Хорус Гелловей                    |
| 2012      | ф  | Велика пригода на повітряній кулі                 | The Oogieloves in the Big Balloon Adventure                | Леро Сомбреро                     |
| 2014      | тф | Зодіак: знаки Апокаліпсису                        | Zodiac: Signs of the Apocalypse                            | Гаррі                             |
| 2014      | ф  | Місто гріхів 2                                    | Sin City: A Dame to Kill For                               | Кроінг                            |
| 2014      | ф  | Мільйон способів втратити голову                  | A Million Ways to Die in the West                          | Емметт Браун                      |
| 2017      | ф  | Муза смерті                                       | Muse                                                       | Бернард                           |
| 2017      | ф  | Красиво піти                                      | Going in Style                                             | Мілтон                            |
| 2021      | ф  | Ніхто                                             | Nobody                                                     | Девід Менселл                     |
| 2021      | ф  | Ніжний бар                                        | The Tender Bar                                             | дідусь                            |
| 2025      | с  | Венздей                                           | Wednesday                                                  | професор Орлофф                   |
| 2025      | ф  | Ніхто 2                                           | Nobody 2                                                   | Девід Менселл                     |